# 蒙帕尔迪亚克
蒙帕尔迪亚克（法語：Monpardiac，法語發音：[mɔ̃paʁdjak]）是法国热尔省的一个市镇，属于米朗德区。

## 地理
蒙帕尔迪亚克（43°27'50"N, 0°14'38"E）面积3.5 平方千米，位于法国奧克西塔尼大區热尔省，该省份为法国西南部内陆省份，北起顺时针与洛特-加龙省、塔恩-加龙省、上加龙省、上比利牛斯省、大西洋比利牛斯省和朗德省接壤。
与蒙帕尔迪亚克接壤的市镇（或旧市镇、城区）包括：蒂亚克、奥奥萨、特龙桑。

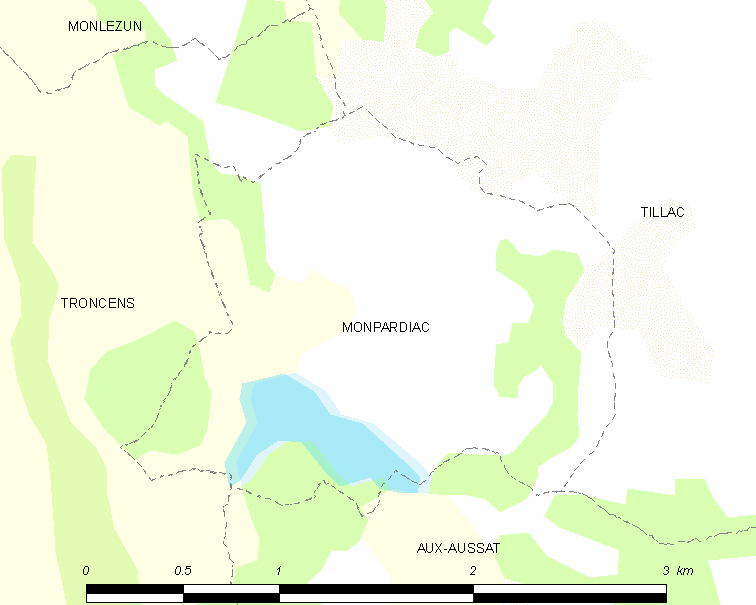
蒙帕尔迪亚克的OSM定位图

蒙帕尔迪亚克的时区为UTC+01:00、UTC+02:00（夏令时）。

## 行政
蒙帕尔迪亚克的邮政编码为32170，INSEE市镇编码为32275。

## 政治
蒙帕尔迪亚克所属的省级选区为帕尔迪亚克-下河县。

## 人口

1962-2008年间蒙帕尔迪亚克人口变化图示

蒙帕尔迪亚克于2022年1月1日时的人口数量为38人。